# ミスアクション
ミスアクションは青年漫画雑誌「Weekly漫画アクション」（現「漫画アクション」、双葉社発行）で行われる、グラビアミス・コンテストである。1987年に「第1回ミスアクション」オーディションが開催された。2024年に8年ぶりに実施された。

## 歴史
1987年に「第1回ミスアクション」が行われ、彩木美来が初代ミスアクションとなった。
その後休止期間を経て2012年に復活し、2016年まで行われた。2024年に8年ぶりに開催された。

## 選考方法
2012年に復活した「ミスアクション2013」以降のものを述べる。

### エントリー条件
- 13歳以上の女性。芸歴やタレント事務所所属の有無は不問。
  - 2016年まで撮影会などで水着を着用して出演できることが必須要件だったが、2017年より多くのモデルが参加できるように水着必須要件を撤廃し衣装は任意選択制になった。

### 選考会場
- 東京地区　2013年～。2017年の撮影会はFresh！（東京）で開催。
- 大阪地区　2014年～。2017年の撮影会はエモーション（大阪）で開催。
- 名古屋地区　2015年～。2017年の撮影会はエモーション名古屋スタジオで開催。
- 福岡地区　2016年～。2017年の撮影会はStudioAcharm（福岡）で開催。
- 北海道地区　2017年～。2017年の撮影会はLunafram（北海道）で開催。

### 選考過程
- サバイバルステージより本戦⇒セミファイナル⇒ファイナルと各段階で獲得ポイントにより人数が絞られ、ファイナルの結果によりグランプリ以下入賞者を決定する。
  - 2016年まで全地区同時進行で選考されていたが、2017年から前期（2016年7月～2017年1月：東京・大阪・北海道）・後期（2017年1月～7月：東京・名古屋・福岡）に分離。それぞれで入賞者を選出する。
- 下記の媒体・イベントを通じて読者・参加者の投票が行われ、獲得票数により次段階への通過者を選考する。ただし参加方法により投じた票に対する倍率が異なる。
  - 本誌投票　雑誌「アクション」に印刷の投票券をハガキに貼付して投票。
  - WEB投票　公式サイトの各モデルのページの投票ボタンを押して投票。
  - フォトセッション　各ブロックごとに有料撮影会を実施し参加者が投票。
  - 公開イベント　「フォトセッション」にほぼ準じる。
  - ネット生放送　ライブチャットにモデルが出演し、閲覧者数によりポイントを付与する。

## 歴代受賞者
ミスアクション2013以降。副賞としてイメージDVDにソロで出演する権利が付いた年については、発売されたDVDも併記する。

### ミスアクション2013

#### グランプリ
荒井つかさ（あらい つかさ）
生年月日：1994年11月29日
サイズ：T168cm B85cm W60cm H87cm
出身地：群馬県
森実咲（もり みさき）
生年月日：1995年8月1日
サイズ：T152cm B80cm W58cm H83cm
出身地：埼玉県

#### イメージビデオ
- 『荒井つかさ ミスアクション2013』（SHININGSTAR／2013年6月28日）
- 『森実咲 ミスアクション2013』（SHININGSTAR／2013年6月28日）

### ミスアクション2014

#### グランプリ
木内くるみ（きうち くるみ）
生年月日：1994年2月28日
サイズ：T150cm B78cm W54cm H79cm
出身地：京都府
栗田恵美（くりた えみ）
生年月日：1994年6月14日
サイズ：T162cm B78cm W56cm H82cm
出身地：千葉県
水月桃子（みずき ももこ）
生年月日：1991年5月16日
サイズ：T155cm B93cm W58cm H80cm
出身地：静岡県

#### 特別賞
川上さり（かわかみ さり）
生年月日：1989年8月19日
サイズ：T162cm B94cm W60cm H90cm
出身地：東京都

#### イメージビデオ
- 『ミスアクション2014 木内くるみ』（SHININGSTAR／2014年6月27日）
- 『ミスアクション2014 栗田恵美』（SHININGSTAR／2014年6月27日）
- 『ミスアクション2014 水月桃子』（SHININGSTAR／2014年6月27日）

### ミスアクション2015

#### グランプリ
佐藤聖羅（さとう せいら）
東京地区
生年月日：1992年4月30日
サイズ：T158cm B88cm W59cm H88cm
出身地：三重県

#### 準グランプリ
古仲カナコ（こなか かなこ）
大阪地区
生年月日：1989年7月16日
サイズ：T158cm B80cm W60cm H88cm
出身：大阪府
南梓（みなみ あずさ）
名古屋地区
生年月日：1990年12月28日
サイズ：T165cm B86cm W58cm H85cm
出身地：愛知県

#### イメージビデオ
- 『ミスアクション2015 佐藤聖羅 Innocent body』（SHININGSTAR／2014年6月26日）
- 『ミスアクション2015 古仲カナコ　上から読んでも下から読んでも、こなかかなこです♪』（SHININGSTAR／2014年6月26日）
- 『ミスアクション2015 南 梓 あずあず』（SHININGSTAR／2014年6月26日）

### ミスアクション2016

#### グランプリ
開催4地区のうち、名古屋地区以外の3地区より入賞者を輩出。
桐生美希（きりゅう みき）
東京地区
生年月日：1993年12月9日
サイズ：T164cm B91cm W61cm H89cm
出身地：埼玉県

#### 準グランプリ
橋本祐里（はしもと ゆり）
福岡地区
生年月日：1988年11月22日
サイズ：T165cm B85cm W59cm H86cm
出身地：福岡

#### 特別賞
木下美優（きのした みゆ）
東京地区
生年月日：1998年2月18日
サイズ：T164cm B78cm W58cm H86cm
出身地：東京都
谷麻由里（たに まゆり）
大阪地区
生年月日：1997年3月18日
サイズ：T155cm B78cm W58cm H83cm
出身地：大阪府

### ミスアクション2017（前期）
元AKB48研究生の金子智美が頂点に輝く。
地方選抜組（北海道・大阪）や水着NGで臨んだモデルの中からも入賞者が出る。

#### グランプリ
金子智美（かねこ ともみ）
東京地区

#### 準グランプリ
斉藤みさき（さいとう みさき）
東京地区　※非水着
佐山みさき（さやま みさき）
東京地区
須藤美里（すどう みさと）
北海道地区　※非水着
立川楓（たちかわ かえで）
東京地区　　※非水着
徳永彩佳（とくなが あやか）
大阪地区

#### 特別賞
須田理夏子（すだ りかこ）
東京地区
寺口智香（てらぐち ちか）
東京地区
結城ちか（ゆうき ちか）
東京地区

### ミスアクション2017（後期）

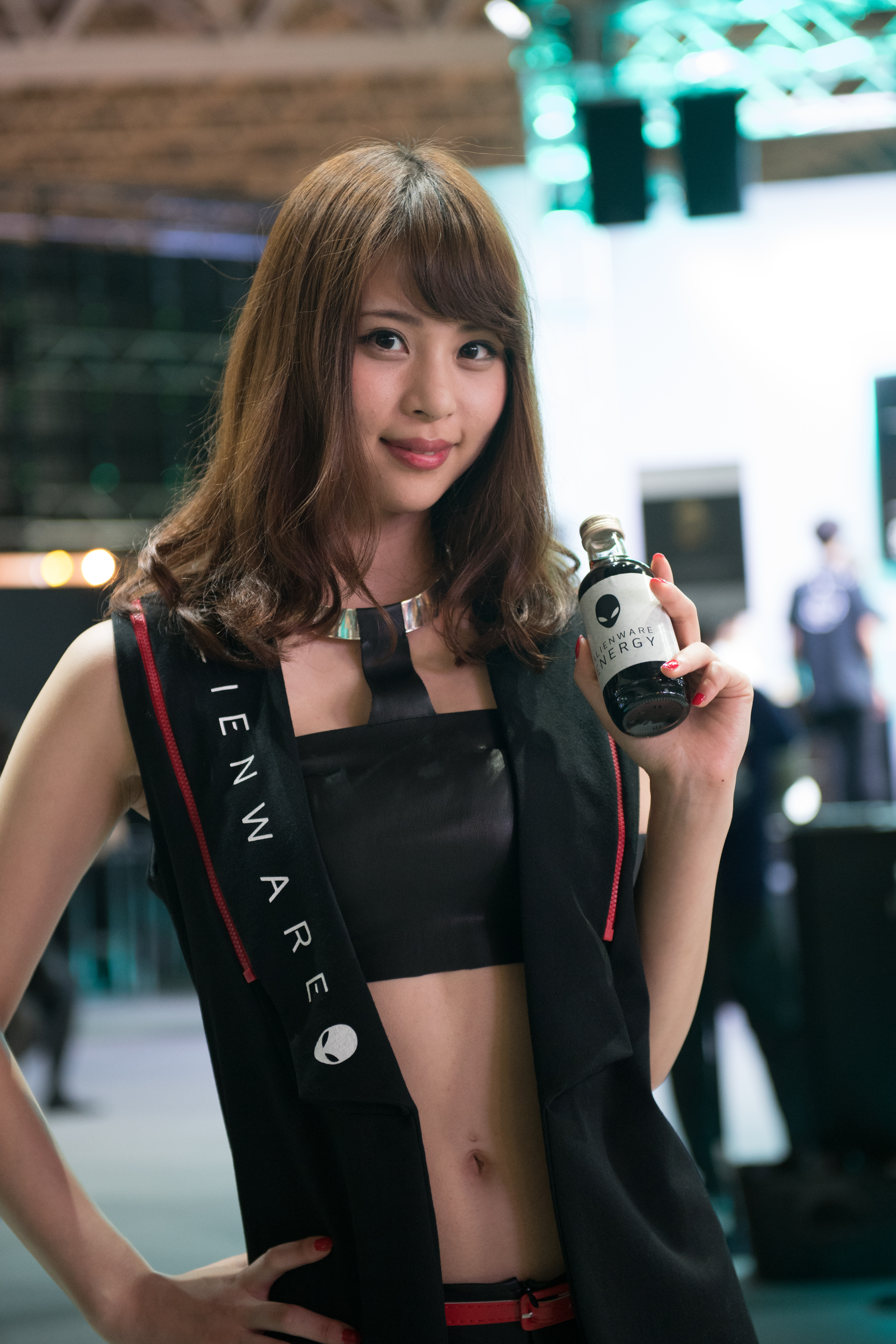
ミスアクション2017で後期グランプリを受賞した山本成美
（2016年・東京ゲームショウにて）

水着NGで臨んだモデルおよび名古屋地区エントリーモデルの入賞はなかった。

#### グランプリ
山本成美（やまもと なるみ）
東京地区
生年月日：1991年7月6日
出身：奈良県
血液型：A
サイズ：T165cm B80cm W59cm H88cm

#### 準グランプリ
桜りん（さくら りん）
東京地区
生年月日：1995年11月25日
出身：沖縄県
血液型：A
サイズ：T163cm B94cm W62cm H92cm
戸澤さや（とざわ さや）
福岡地区
生年月日：1996年3月4日
出身：沖縄県
血液型：O
サイズ：T161cm B85cm W60cm H80cm
西島ミライ（にしじま みらい）
東京地区
生年月日：1989年5月3日
出身：青森県
血液型：B
サイズ：T160cm B80cm W58cm H82cm
吉倉明里（よしくら あかり）
東京地区
生年月日：1990年8月25日
出身：鳥取県
血液型：A
サイズ：T170cm B86cm W65cm H88cm
吉田実紀（よしだ みき）
東京地区
出身：愛媛県
血液型：O
生年月日：1992年11月24日
サイズ：T165cm B98cm W73cm H95cm

#### 特別賞[7]
神谷澪（かみや みお）
東京地区
生年月日：2月18日（生年非公表）　
出身：静岡県
血液型：A
サイズ：T155cm（スリーサイズ非公表）
如月くるみ（きさらぎ くるみ）
東京地区
生年月日：1990年1月14日　
出身：高知県
血液型：A
サイズ：T161cm B84cm W59cm H88cm
夏目みき（なつめ みき）
東京地区
生年月日：1994年11月12日　
出身：神奈川県
血液型：A
サイズ：T149cm B75cm W61cm H85cm

### ミスアクション2025

#### グランプリ
輪湖チロル（わこ ちろる）
生年月日：6月19日
サイズ：T163cm B96cm W65cm H92cm
出身地：長野県

#### 準グランプリ
夏佳しお（なつか しお）
生年月日：1999年7月24日
サイズ：T155cm B100cm W62cm H98cm
出身地：千葉県

#### 審査員特別賞
杏湖（あこ）
生年月日：2007年7月22日
サイズ：T177cm B90cm W65cm H89cm
出身地：東京都
西緒りり（にしお りり）
生年月日：2003年7月5日
サイズ：T159cm B83cm W61cm H88cm
出身地：三重県